# Ferdinand-Pie de Bourbon-Siciles
 (juillet 2015).
Si vous disposez d'ouvrages ou d'articles de référence ou si vous connaissez des sites web de qualité traitant du thème abordé ici, merci de compléter l'article en donnant les références utiles à sa vérifiabilité et en les liant à la section « Notes et références ».
Succession
Prétendant au trône des Deux-Siciles
26 mai 1934 – 7 janvier 1960
(25 ans, 7 mois et 12 jours)
Ferdinand-Pie de Bourbon-Siciles, né le 25 juillet 1869 et décédé le 7 janvier 1960 était un prétendant au trône de Deux-Siciles, de 1934 (mort de son père) jusqu’en 1960 (son décès).

## Biographie
Il est le fils aîné d’Alphonse de Bourbon-Siciles (1841-1934) et de son épouse Marie-Antoinette de Bourbon-Siciles (1851-1938).

## Mariage et enfants
Le 31 mai 1897, il se marie avec la princesse Marie Ludwiga Thérèse de Bavière (1872-1954), fille du roi Louis III de Bavière (1845-1921). Ils eurent six enfants :
- Princesse Maria Antonietta (1898-1957)
- Princesse Maria Cristina (1899-1985), mariée en 1948 à Manuel Sotomayor-Luna
- Prince Ruggero Maria, duc de Noto (1901-1914)
- Princesse Barbara Maria Antonietta Luitpolda (1902-1927), mariée en 1922 au comte Franz Xaver zu Stolberg-Wernigerode
- Princesse Lucia Maria Raniera (1908-2001), mariée en 1938 au prince Eugène de Savoie-Gênes, duc d'Ancône
- Princesse Isabella Urraca Maria Carolina Aldegonda (1913-1999).

À sa mort, son neveu Alphonse (1901-1964), nouveau duc de Calabre, et son frère Rénier (1883-1973), duc de Castro, se disputèrent la prétention au trône.

## Titulature et décorations

### Titulature
- 25 juillet 1869 — 27 décembre 1894 : Son Altesse Royale Ferdinand-Pie de Bourbon, prince des Deux-Siciles
- 27 décembre 1894 — 26 mai 1934 : Son Altesse Royale Ferdinand-Pie de Bourbon, duc de Calabre, prince des Deux-Siciles[1]
- 26 mai 1934 — 26 mai 1934 : Son Altesse Royale le duc de Calabre

### Décorations dynastiques
Royaume de Bavière
| Ordre de Saint-Hubert | Grand-croix de l'ordre de Saint-Hubert, |

 Royaume des Deux-Siciles
| Ordre de Saint-Janvier                                  | Grand-maître de l'illustre ordre royal de Saint-Janvier (26 mai 1934)                        |
| Ordre sacré et militaire constantinien de Saint-Georges | Grand-maître de l'ordre sacré et militaire constantinien de Saint-Georges (29 décembre 1931) |
| Ordre de Saint-Ferdinand et du Mérite                   | Grand-maître de l'ordre de Saint-Ferdinand et du Mérite (26 mai 1934)                        |
| Ordre de Saint-Georges de la Réunion                    | Grand-maître de l'ordre de Saint-Georges de la Réunion (26 mai 1934)                         |
| Ordre royal de François Ier                             | Grand-maître de l'ordre royal de François Ier (26 mai 1934)                                  |

 Royaume d'Espagne
| Ordre de la Toison d'or | Chevalier de l'ordre de la Toison d'or (8 mai 1897),     |
| Ordre de Charles III    | Grand-croix de l'ordre de Charles III (21 janvier 1901), |

 Royaume d'Italie
| Ordre suprême de la Très Sainte Annonciade | Chevalier de l'ordre suprême de la Très Sainte Annonciade |

 Ordre souverain de Malte
| Ordre souverain militaire hospitalier de Saint-Jean de Jérusalem, de Rhodes et de Malte | Bailli Grand-croix d'honneur et de dévotion de l'ordre souverain de Malte |

 Royaume de France
| Ordre du Saint-Esprit | Chevalier de l’ordre du Saint-Esprit (ordre légitimiste dynastique français) |